# Episodi di Law & Order: UK (seconda stagione)
La seconda stagione della serie televisiva Law & Order: UK è stata trasmessa per la prima volta sul canale canadese Citytv dal 30 luglio al 3 settembre 2009 e trasmessa solo successivamente dal canale inglese ITV dall'11 gennaio al 15 febbraio 2010; questo è accaduto perché, nei mercati internazionali, la serie viene venduta in stagioni produttive di 13 episodi, mentre nel Regno Unito queste vengono spezzate in due blocchi che poi vengono trasmessi come due stagioni separate, dunque accade che il secondo blocco di episodi (in questo caso, le stagioni con numero pari, secondo il calendario di trasmissione inglese) viene trasmesso per la prima volta in Canada o negli Stati Uniti.
In Italia, la stagione è stata trasmessa in anteprima assoluta dal canale satellitare Fox Crime a partire dal 26 maggio 2010, in coda agli episodi della prima stagione (come spiegato sopra).
Alcune fonti (Movieplayer.it e IMDb) riportano erroneamente le prime tv di ITV come prime tv assolute della stagione, tuttavia sono state comunque scelte perché riportano informazioni non presenti su altre fonti, come per esempio i titoli italiani degli episodi (Movieplayer.it) e i crediti degli stessi (Movieplayer.it e IMDb).
| nº | Titolo originale  | Titolo italiano           | Prima TV Canada  | Prima TV Italia |
| -- | ----------------- | ------------------------- | ---------------- | --------------- |
| 1  | Samaritan         | Samaritano                | 30 luglio 2009   | 26 maggio 2010  |
| 2  | Hidden            | Nascosto                  | 6 agosto 2009    | 2 giugno 2010   |
| 3  | Community Service | Un servizio alla comunità | 13 agosto 2009   | 2 giugno 2010   |
| 4  | Sacrifice         | Sacrificio                | 20 agosto 2009   | 9 giugno 2010   |
| 5  | Love and Loss     | Amore e perdita           | 27 agosto 2009   | 9 giugno 2010   |
| 6  | Honor Bound       | Vincolo d'onore           | 3 settembre 2009 | 16 giugno 2010  |

## Samaritano
- Titolo originale: Samaritan
- Diretto da: Andy Goddard
- Scritto da: Chris Chibnall (sceneggiatura)

### Trama
Il giovane agente di polizia Nick Bentley si ritrova coinvolto in uno scontro a fuoco tra due spacciatori, durante il quale viene colpito e ucciso dal fuoco incrociato. Il suo partner, il poliziotto Ray Griffin, dice che Nick non avrebbe dovuto essere da solo, e che si sono dovuti separare durante una perlustrazione a piedi.
I detective Brooks e Devlin pensano che sia un caso tragico, ma piuttosto semplice e alla fine trovano un testimone che identifica una delle parti coinvolte nella transazione della droga. Presto catturano lo spacciatore Theo Carson. Carson sciocca i detective e il loro capo, l'ispettore Natalie Chandler, quando dice loro di aver visto un altro agente di polizia in piedi nell'ombra mentre il poliziotto ferito chiedeva aiuto. Brooks e Devlin trovano un'anomalia nella dichiarazione formale di Griffin e le cose si fanno tese all'interno delle forze di polizia, quando iniziano a interrogare i loro colleghi poliziotti. Brooks e Devlin scoprono che Nick era gay, che i colleghi di Bentley avevano recentemente appreso del suo orientamento sessuale e che Griffin è il capo di un gruppo cristiano radicale con tendenze omofobe.
In Procura, James Steel e Alesha Phillips pensano di poter dimostrare che Griffin aveva il dovere di aiutare il suo partner morente. Ma il loro capo, George Castle, non è d'accordo. Non vuole sconvolgere il rapporto di lavoro che ha con la polizia e pensa che questa non lo sosterrà. James e Alesha, però, non vogliono lasciare Griffin fuori dai guai e sostengono che Griffin aveva il dovere di diligenza ed era obbligato ad aiutare il suo partner morente.
- Guest star: Jamie Foreman (Ray Griffin), Ashley Rolfe (Nick Bentley), Ashley Chin (Theo Carson).

- La sceneggiatura di questo episodio si basa su Mascolinità (episodio 3x21 di Law & Order - I due volti della giustizia), scritto da Robert Nathan e Walon Green.

## Nascosto
- Titolo originale: Hidden
- Diretto da: Julian Holmes
- Scritto da: Emilia di Girolamo

### Trama
Quando Jodie Gaines, una bambina di dieci anni, viene trovata morta in un cassonetto in disuso, Brooks e Devlin indagano sul tassista che portava regolarmente Jodie a lezioni di musica. Afferma di aver lasciato Jodie direttamente fuori dalla casa della sua insegnante, ma l'insegnante afferma che non è mai arrivata. Brooks e Devlin si rendono conto che uno di loro sta mentendo e, dopo aver intervistato nuovamente ciascun testimone, scoprono che il tassista non l'ha portata fino a casa dell'insegnante a causa di lavori stradali che bloccavano il percorso. I due guardano poi le riprese delle telecamere a circuito chiuso dell'area circostante. Queste corroborano la storia del tassista e gettano anche una nuova luce sulle indagini quando mostrano un furgone bianco che segue Jodie. Brooks e Devlin sospettano che Nick Carlton, un ex detenuto che lavora per una società di costruzioni apparentemente innocua, sia in realtà l'uomo che ha rapito Jodie - e prove forensi lo collegano al suo rapimento. Quando il caso arriva in tribunale, all'imputato viene sorprendentemente concessa la libertà su cauzione, ma viene aggredito e ucciso dalla madre di Jodie, Kayleigh, una tossicodipendente in via di guarigione che ha perso i contatti con la ragazza in seguito a una battaglia per la custodia. Il procuratore della corona James Steel chiede una condanna per omicidio, anche se sa che Kayleigh probabilmente avrà la simpatia della corte. Sembra che Kayleigh verrà rilasciata, ma Devlin e Brooks scoprono un'informazione cruciale: Kayleigh aveva assunto Carlton per rapire Jodie in un piano per ottenere denaro dai tabloid per la storia. Nick si rese conto che Jodie era malata e voleva tirarsi indietro. L'accusa sostiene che Kayleigh lo ha ucciso per assicurarsi che non dicesse alla polizia del loro piano.
- Guest star: Philip Wright (Nick Carlton), Anna Madeley (Kayleigh Gaines).
- La sceneggiatura di questo episodio si basa su Le radici dell'odio (episodio 6x01 di Law & Order - I due volti della giustizia), scritto da René Balcer e Jeremy R. Littman.

## Un servizio alla comunità
- Titolo originale: Community Service
- Diretto da: Ken Grieve
- Scritto da: Catherine Tregenna

### Trama
Un senzatetto con disturbo bipolare, Roland Kirk, viene trovato picchiato in una piazza residenziale ben curata di un quartiere dell'East London, la polizia è chiamata per un caso di tentato omicidio. Kirk si era trasferito in modo ufficioso nel quartiere e viveva da qualche tempo in un camper sulla piazza, causando principalmente problemi con i suoi amici senzatetto. La legge diventa un campo minato per i detective Brooks e Devlin quando scoprono che la loro lista di sospetti è lunga. Kirk non era esattamente il benvenuto nel quartiere, la sua tendenza a deridere i residenti ha procurato alla vittima innumerevoli denunce alla polizia, che però non portavano a nulla in quanto anche se la polizia lo portava via, Kirk tornava sempre nel quartiere poco tempo dopo. Quando l'indagine rivela che le telecamere a circuito chiuso erano state girate, indicando che l'attacco potrebbe essere stato pianificato, molti nel quartiere si rifiutano di collaborare e nessuno è disposto a denunciare la persona che ha fatto ciò che tutti volevano fare. I sospetti cadono su Joe Butler, un ragazzo apparentemente innocuo la cui fidanzata era stata stalkerata dal senzatetto. Quando Kirk riprende conoscenza, afferma di non avere alcun ricordo di chi l'ha attaccato - tranne che si ricordava di aver visto un drago prima di cadere incosciente. Si scopre presto che il 'drago' è in realtà un disegno sulla vestaglia di Joe Butler - che viene arrestato e accusato. Tuttavia, Butler rivela che c'era più di un uomo lì quella notte e che l'altro uomo presente era lo sfortunato padre Harry Morgan, che presto viene accusato dell'aggressione di Kirk. Steel crede di avere un caso sicuro con diversi moventi a carico dell'imputato, tra cui il fatto che Kirk ha aggredito e rotto il braccio della moglie di Morgan, Irene, e che ha convertito il figlio di Morgan, Nate, al suo stile di vita. Quando il caso raggiunge la corte, tuttavia, Harry sostiene di aver agito per legittima difesa.
- Guest star: Sean Harris (Roland Kirk), Will Thorp (Joe Butler), Kevin McNally (Harry Morgan), Jonathan Readwin (Nate Morgan).
- La sceneggiatura di questo episodio si basa su Vigilantes (episodio 4x02 di Law & Order - I due volti della giustizia), scritto da René Balcer.

## Sacrificio
- Titolo originale: Sacrifice
- Diretto da: Robert Del Maestro
- Scritto da: Terry Cafolla e Nathan Cockerill

### Trama
Un noto spacciatore e magnaccia locale, Darren McKenzie, viene trovato disteso a terra in un parco, dopo che il suo aggressore gli ha espiantato un rene. Brooks e Devlin si rendono conto che devono scoprire esattamente cosa è successo all'uomo prima che il colpevole agisca di nuovo. Il loro caso porta presto a Joanna Woodleigh, una paziente apparentemente normale del servizio sanitario nazionale che ha recentemente subito con successo un trapianto di rene, dopo due precedenti tentativi falliti. Quando scoprono che il rene inserito in Joanna apparteneva a McKenzie, scoprono che qualcuno ha introdotto illegalmente il rene in ospedale e lo ha utilizzato in un'operazione altrimenti legale. Quando il padre di Joanna, Phillip rivela di aver pagato il medico di Joanna 2.000.000 di sterline per trovare a Joanna un rene adatto in ogni modo possibile, Brooks e Devlin credono che il medico, con l'aiuto dell'infermiera Martha Kemble, abbia preso il rene da McKenzie perché era l'unico soggetto compatibile. Steel presto fatica a decidere chi mettere sul banco degli imputati, ma è sorpreso di scoprire che George difenderà il caso.
- Guest star: Denis Lawson (Phillip Woodleigh), Victoria Carling (Martha Kemble), Olivia Lumley (Joanna Woodleigh).
- La sceneggiatura di questo episodio si basa su A qualunque costo (episodio 1x21 di Law & Order - Unità vittime speciali), scritto da Joe Morgenstern, Michael S. Chernuchin e Michael Duggan.

## Amore e perdita
- Titolo originale: Love and Loss
- Diretto da: Mark Everest
- Scritto da: Terry Cafolla

### Trama
L'adolescente Debbie Powell collassa e muore al ritorno da una vacanza in Thailandia, Brooks e Devlin sospettano che la ragazza facesse parte di un traffico illecito quando un preservativo rotto, contenente eroina, viene trovato nel suo apparato digerente. Si scopre infatti che aveva più di settanta preservativi nello stomaco, per un valore complessivo di 250.000 sterline. La pista dei sospetti porta presto a Gerry Craig, un noto spacciatore che aveva contatti regolari con Debbie. Tuttavia, porta Brooks e Devlin a credere che Debbie avesse un fidanzato segreto - e che fosse lui ad avere un contatto in Thailandia e ad aver fatto in modo che Debbie contrabbandasse la droga nel Paese. Quando si scopre che il suo fidanzato segreto è l'amico di famiglia Jack Gilmore, Brooks e Devlin scoprono che Debbie era l'ultima di una lunga serie di persone che Gilmore aveva mandato in vacanza per contrabbandare droga per lui. Quando il caso arriva in tribunale, Steel deve prendere una decisione difficile per ottenere un procedimento giudiziario, dopo che il testimone principale Craig decide di cambiare la sua storia sul banco dei testimoni.
- Guest star: Doug Allen (Gerry Craig), Shaun Dooley (Jack Gilmore).
- La sceneggiatura di questo episodio si basa su Corruzione (episodio 3x10 di Law & Order - Unità vittime speciali), scritto da Matt Kriene e Joe Reinkemeyer.

## Vincolo d'onore
- Titolo originale: Honour Bound
- Diretto da: Andy Goddard
- Scritto da: Chris Chibnall

### Trama
Un'operazione che coinvolge un informatore della polizia e una spedizione di droga va storta, provocando l'uccisione di un informatore, Shahid Nafoor. Il detective senior Jimmy Valentine, sospettato dell'omicidio dell'informatore, afferma che Nafoor gli ha puntato contro la pistola e che, nel tentativo di disarmarlo, la pistola ha sparato. Brooks, che ha preso parte all'operazione con Valentine, sembra sicuro che il suo vecchio amico stia dicendo la verità e non ha domande su quanto accaduto. Tuttavia, Devlin, che osservava dallo sfondo, non sembra così sicuro che Nafoor abbia fatto la prima mossa. Valentine viene indagato e presto diventa evidente che Nafoor lavorava per un trafficante di droga, con il quale Valentine aveva un accordo segreto. Devlin scopre che il trafficante aveva ordinato a Valentine di sparare a Nafoor, dopo aver scoperto che Nafoor aveva fornito informazioni su di lui alla polizia. Scopre anche che la relazione di Valentine con il trafficante è iniziata diversi anni fa, dopo che questo ha offerto a Valentine una somma di denaro per liberarlo dall'accusa di possesso di droga. Intanto, Valentine fa in modo che qualcuno rimuova la droga dal deposito delle prove, il che significa che Mason sarebbe rimasto libero per un cavillo. Quando il caso arriva in tribunale, però, le cose si mettono male. Valentine stravolge la sua storia, sostenendo che Brooks ha preso parte all'operazione solo per un motivo specifico: è stato lui a rubare la droga dal deposito delle prove.
- Guest star: Pano Masti (Shahid Nafoor), Robert Glenister (Jimmy Valentine).
- La sceneggiatura di questo episodio si basa su La mela marcia (episodio 7x05 di Law & Order - Unità vittime speciali), scritto da René Balcer e Gardner Stern.